# Ossietzkyprisen
Ossietzky-prisen deles ud af Norsk P.E.N. for fremragende indsats for ytringsfriheden. Prisen deles ud årligt på Fængslede Forfatteres Dag på den 15. november.
Prisen har sit navn efter den tyske forfatter og nobelprisvinderen Carl von Ossietzky.

## Prisvindere
- Axel Jensen (1994)
- Johanna Schwarz (1995)
- Koigi wa Wamwere (1996)
- Haakon Børde (1997)
- Ketil Lund (1998)
- Wera Sæther (1999)
- Britt Karin Larsen (2000)
- Sigmund Strømme (2001)
- Elisabeth Eide (2002)
- Stavanger kommune (2003)[1]
- Aage Storm Borchgrevink (2004)[2]
- Fakhra Salimi (2005)[3]
- Ebba Haslund (2006)[4]
- Democratic Voice of Burma (2007)[5]
- Francis Sejersted og Chungdak Koren (2008)[6]
- Mohammed Omer (2009)[7]
- Mansour Koushan (2010)[8]
- Mohammad Mostafaei (2011)[9]
- Deeyah (2012)[10]
- Sidsel Mørck (2013)[11]
- Sidsel Wold (2014)[12]
- Ulrik Imtiaz Rolfsen (2015)[13]
- Edward Snowden (2016)[14]
- Tormod Heier (2017)

## Eksterne links
- Ossietzky-prisen, fra Norsk P.E.N. (norsk)